# 軍律審判
軍律審判（ぐんりつしんぱん）とは、軍が占領地住民に対して施行した法令（軍律）に基づいて行われる、軍律違反者に対する軍律会議に於ける審判である。
軍法会議が司法機関としての特別裁判所であるのに対して、軍律審判は軍の行政機関による手続であり審判結果は行政命令の執行という形で行われる。
軍律裁判と呼ばないのは軍律が法ではなく行政規則に過ぎないためである。しかし、軍法会議と同様に死刑が科せられる場合が多く、その内容は実質上は軍法会議と同様であり、対象者が軍人の場合は軍法会議、占領地の民間人（非戦闘員を仮装した軍人やスパイを含む）の場合は軍律審判で裁かれるだけの違いに過ぎない場合がほとんどである。

## 概要
戦時反逆罪は戦争法規を犯して敵対行為を働く罪であり、戦時重罪犯、戦時刑法犯として国際法の保護の対象とされない。敵国軍人や占領地住民の違法な敵対行為は戦時反逆罪として軍の処分に委ねられ、通常裁判にかけることなく、軍が自ら定立した刑罰法規で処断し得る（軍律）。軍律及び軍律会議は国際慣習法上認められて来たものでありハーグ陸戦法規第三款42条以下は占領地における軍律・軍律会議を認めたと解されている。軍律や軍律会議は軍事行動であり戦争行為に含まれる。

## 軍律会議設置報告
陸軍省大臣官房印　陸軍省軍事課印　陸軍省通信係印
　　　　　　　　　　　　昭和一四.一〇.二
秘　電報　一〇.一　　　　　二.　〇発
　　　　　　　　　　　　　　八.五五着
登集参電第四号
　大臣宛　　　　　　　登集団長
昭和十四年十月一日第十三軍軍法会議並びに
第十三軍軍律会議を設置したるに付き報告す
　　　　　　　　　　　　　　　　　　（終）

## 軍律（出典：アジア歴史資料センター）
第一條　本軍律は日本軍作戦地域内又は兵站地域内にある帝国臣民以外の人民に適用す
第二條　左に掲ぐる行為を為したる者は軍罰に処す
　　　　一.日本軍に対する反逆行為
　　　　二.間諜其の他日本軍の安全を害し又は敵に軍事情報を与うる行為
第三條　前条の行為の教唆、幇助又は陰謀予備未遂も又之を罰す但し情状により罰を軽
　　　　減又は免除することを得
第四條　前二条の行為を為し未だ発覚せざる前自首したる者はその罰を軽減又は免除す

## 軍罰（出典：アジア歴史資料センター）
第一條　本令は北支方面軍軍律を犯したる者に之を適用す
第二條　軍罰を分かちて死、監禁、追放、過料、没収とす
第三條　死は銃殺とす
第四條　監禁は一月以上とし囚禁場に拘置し定役に服せしむ
第五條　追放は一年以上とし期間一定地域外に追放す
第六條　過料は一圓以上千圓以下とす
　　　　過料を完納すること能わざるときは監禁の期間を定め之を言い渡すべし
第七條　没収は他の軍罰に之を併科す
　　　　犯行を組成し犯行の用に供し又は犯行より生じたる物は之を没収す

## 軍律審判規則（出典：アジア歴史資料センター）
第一條　軍律会議は軍律を犯したる者に対し其の犯行に付之を審判す
第二條　軍律会議は方面軍司令部、各軍司令部及び兵站監部に之を設く
第三條　軍律会議は方面軍司令官、軍司令官又は兵站監部を以て長官とす
第四條　軍律会議は審判官三名を以て構成す
第五條　審判官は将校二名及び陸軍法務官一名を以て充て長官之を命ず
第六條　軍律会議は審判官、検察官及び録事列席して之を開く
第七條　軍律会議に於いて死を宣告するときは長官の認可を受くべし
　　　　兵站監部前項の認可をなさんとするときはその隷属する軍司令官に具申し認可
　　　　を受くるべし但し緊急を要する場合は此の限りに在らず
第八條　軍罰の執行は憲兵にて之を行わしむ
第九條　支那国人以外の外国人を審判に付せんとするときは方面軍司令官の認可を受く
　　　　るべし
第十條　本規則に定めなき事項は陸軍軍法会議法中特設軍法会議に関する規程に依る

## 軍律布告（出典：アジア歴史資料センター）
左の行為を為したる者は軍律に照らし死又は重罰に処す
但し発覚前自首したる者は軽減又は免除せらるべし
一.日本軍に対する反逆行為
二.間諜行為
三.日本軍の利用する鉄道、通信、電話、道路、水路等を破壊切断し其の他交通通信を
　　妨害する行為
四.日本軍所属者に危険を加え又は日本軍の兵器弾薬其の他軍需品を盗奪侵害する行為
五.日本軍を害する目的を以て毒物、細菌を撒布する行為
六.其の他日本軍の安全を害する行為
七.以上の行為を企図し又は教唆若しくは幇助する行為
　　　　　　　　　　　　　　　　　　　日本軍司令官

## 重慶政府の中華民国戦時軍律（出典：アジア歴史資料センター）
第一條　戦時軍律は軍人地方団体人員公務員の戦時犯罪者に対し之を適用す本條身分に
　　　　属せざるものは此の限りにあらず
第二條　第六條及び第十六條の罪を犯すもの亦本軍律を適用す
第三條　命令を履行せず守備地を放棄し軍事上重大損失をなすものは死刑に処す
第四條　戦いに臨み退却し或いは故意に前進せざるものは死刑に処す
第五條　敵前に於いて命令に反抗し指揮に従わざるものは死刑に処す
第六條　敵に降参するものは死刑に処す
第七條　軍事上の反乱行為を主謀或いは指示するものは死刑に処す
第八條　抗戦を妨害し後方を攪乱するものは死刑に処す
第九條　抗戦の妨害を企図し群衆を扇動し軍心を動揺せしむるものは死刑に処す
第十條　兵を利用し民衆を害するものは死刑に処す
第十一條　銃器弾薬其の他重要軍事用品を携帯逃亡するものは死刑に処す
第十二條　掠奪強姦するものは死刑に処す
第十三條　収賄行為者は死刑に処す
第十四條　虚報を以て軍費を受領するものは死刑或いは無期徒刑又は十年以上の有期徒
　
　　　　刑に処す
第十五條　左の一に該当するものは無期徒刑に処す
　　　　1.故なく指定地点に到達せず或いは配置点を離れるもの
　　　　2.敵情を虚報し指導者を困惑するもの
　　　　3.依命前進中故意に遅延するもの
　　　　4.敵情を軽視し適当の処置をなさざるもの
　　　　5.戦果を虚報し敗戦の報告をせざるもの
　　　　6.作戦或いは作戦命令を履行せず任務達成せざるもの
　　　　7.銃器弾薬軍糧其の他主要軍用品の保管を怠り之を紛失損傷せるもの
　　　　8.接戦地域に於いて当地軍指揮官の許可なく機関の所在を変更するもの
第十六條　抗戦期間に於いて軍需品の供給を履行せず又は国家との契約に違反するもの
　　　　は三年以上十年以下の有期徒刑に処す　
第十七條　故なく傷病兵の抛棄せるものは七年以上の有期徒刑に処す
第十八條　軍用船航空器具を営利の目的を以て個人に供給せるものは五年以下の有期徒
　　　　刑に処す
第十九條　本軍律を犯したるものは作戦区に於ける戦区司令官より現行犯の処罰を為す
　　　　外は命令を経て処罰したる後報告するものとす
第二十條　凡そ軍法職権機関は左の順序により中央最高機関の許可を経て執行す
　　　　1.軍人は陸海空軍審判法による
　　　　2.地方団体員及び公務員は職級を軍人の階級に比較し前項の規定を準用す
　　　　3.前二項以外の犯人は軍法官単独に之を審判す
第二十一條　各戦区に於ける犯罪者は前条規程に依り高等軍法会議を組織す其の他は戦
　　　　　区司令長官の宣言命令に依り判定したる報告を以て中央最高軍事機関適時審
　　　　　理処理す
第二十二条　本軍律は公布の日より之を施行す　　　　　　

## 軍律違反とされる行為の例
- 占領軍に対する敵対行為
- 占領軍の兵器や物資を盗んだり破壊する行為
- 占領地の治安を乱す行為
- 占領軍に対するスパイ行為

等、多岐にわたる。